# Nhót bắc bộ
Nhót Bắc Bộ (danh pháp hai phần: Elaeagnus tonkinensis) là loài thực vật có hoa thuộc họ Nhót được Servettaz mô tả lần đầu năm 1908. Đây là loài đặc hữu của miền Bắc Việt Nam, đã gặp ở Quảng Ninh, Thái Nguyên, Bắc Ninh, Hà Nội, Hà Nam, Ninh Bình.

## Đặc điểm
Cây bụi có cành trườn, mọc rải rác ven rừng hay chân núi đá vôi. Cây bụi có cành trườn, có thể dài đến 7 m, thường có gai. Hoa, rễ và lá có thể dùng làm thuốc[2]. Toàn bộ thân cây, mặt sau lá và quả có một lớp vảy trắng hình tròn rất nhỏ xếp sát nhau. Lớp vảy này thường bám dày và chắc khi quả còn non và khi quả càng già lớp vảy càng mỏng, dễ bong khi bị chà xát.
Quả nhót có hình bầu dục, ngoài mặt có nhiều vảy, tiếp đến là lớp thịt, phía trong cùng có một hạch cứng (còn gọi là hạt), khi chín quả có màu đỏ trông rất bắt mắt. Nhót có thể ăn được cả khi xanh và khi chín; Tại miền Bắc nước ta, Nhót thường được khai thác nhiều khi còn xanh để ăn trực tiếp kèm rau Bắp cải, lá Tỏi tươi, Gừng, rau Mùi và chấm loại gia vị được làm từ Muối tinh, ớt bột, mì chính, đường cát. Ngoài ra cũng có thể trộn cùng một số loại gia vị khác làm thành nộm, gỏi cá... Có hai loại Nhót cho hai loại quả chua và ngọt; nhưng hầu hết Nhót đều có đặc tính là chua khi còn xanh và ngọt khi đã chín đỏ. Khi ăn phải chú ý rửa sạch phần vảy bên ngoài nếu không rất dễ bị viêm họng do vảy nhót bám vào.